# Shahrestān di Rezvanshahr
Lo shahrestān di Rezvanshahr (farsi شهرستان رضوانشهر) è uno dei 16 shahrestān della provincia di Gilan, in Iran.  
Al censimento del 2006, la popolazione dello shahrestān era di 64.193 abitanti suddivisi in 16.518 famiglie. 
Il capoluogo è Rezvanshahr. Lo shahrestān è suddiviso in 2 circoscrizioni (bakhsh): 
- Centrale (بخش مرکزی)
- Parehsar (بخش پره‌سر)